# Lechia Gdańsk w sezonie 2021/2022
Sezon 2021/2022 to 78. sezon w historii Lechii Gdańsk.

## Skład
| Nr | Poz. | Piłkarz                  |
| -- | ---- | ------------------------ |
| -  | BR   | Zlatan Alomerović        |
| 12 | BR   | Dušan Kuciak             |
| 1  | BR   | Michał Buchalik          |
| 83 | BR   | Antoni Mikułko           |
| 25 | OB   | Michał Nalepa            |
| -  | OB   | Bartosz Kopacz           |
| 4  | OB   | Kristers Tobers          |
| 23 | OB   | Mario Maloča             |
| 20 | OB   | Conrado                  |
| 2  | OB   | Rafał Pietrzak           |
| 3  | OB   | Henrik Rönnlöf Castegren |
| 22 | OB   | Joseph Ceesay            |
| 29 | OB   | David Stec               |
| 6  | PO   | Jarosław Kubicki         |
| 88 | PO   | Jakub Kałuziński         |
| 36 | PO   | Tomasz Makowski          |
| 69 | PO   | Jan Biegański            |

| Nr | Poz. | Piłkarz            |
| -- | ---- | ------------------ |
| 7  | PO   | Maciej Gajos       |
| 72 | PO   | Filip Koperski     |
| -  | PO   | Miłosz Szczepański |
| 8  | PO   | Egzon Kryeziu      |
| 77 | PO   | Tomasz Neugebauer  |
| -  | NA   | Mateusz Żukowski   |
| 99 | NA   | İlkay Durmuş       |
| -  | NA   | Witan Sulaeman     |
| 11 | NA   | Omran Haydary      |
| 79 | NA   | Kacper Sezonienko  |
| 76 | NA   | Christian Clemens  |
| -  | NA   | Mykola Musolitin   |
| 28 | NA   | Flávio Paixão      |
| 33 | NA   | Marco Terrazzino   |
| 9  | NA   | Łukasz Zwoliński   |
| -  | NA   | Łukasz Zjawiński   |
| 10 | NA   | Bassekou Diabaté   |

## Mecze towarzyskie
| Mecz towarzyski 123 czerwca 2021 | Raków Częstochowa | 2:4 | Lechia Gdańsk |                                              |
| 11:00                            |                   |     |               | Miejski Stadion Piłkarski Raków, Częstochowa |

| Mecz towarzyski 230 czerwca 2021 | Legia Warszawa | 3:2 | Lechia Gdańsk |                                    |
| 14:00                            |                |     |               | Stadion Wojska Polskiego, Warszawa |

| Mecz towarzyski 33 lipca 2021 | Lech Poznań | 0:1 | Lechia Gdańsk |                        |
| 14:00                         |             |     |               | Stadion Poznań, Poznań |

| Mecz towarzyski 46 lipca 2021 | Lechia Gdańsk | 2:0 | Stomil Olsztyn |                           |
| 16:00                         |               |     |                | Stadion Miejski, Gniewino |

| Mecz towarzyski 59 lipca 2021 | Lechia Gdańsk | 0:2 | Radomiak Radom |                           |
| 11:00                         |               |     |                | Stadion Miejski, Gniewino |

| Mecz towarzyski 613 lipca 2021 | Lechia Gdańsk | 0:0 | Chojniczanka Chojnice |        |
| 16:30                          |               |     |                       | Gdańsk |

| Mecz towarzyski 716 lipca 2021 | Lechia Gdańsk | 3:2 | FK Panevėžys |                                                |
| 18:20                          |               |     |              | Polsat Plus Arena Gdańsk, Gdańsk Widzów: 5 000 |

| Mecz towarzyski 84 września 2021 | Jeziorak Iława | 0:3 | Lechia Gdańsk |       |
| 14:00                            |                |     |               | Iława |

| Mecz towarzyski 98 października 2021 | Lechia Gdańsk | 5:0 | Stomil Olsztyn |        |
| 12:00                                |               |     |                | Gdańsk |

| Mecz towarzyski 1013 stycznia 2022 | Lechia Gdańsk | 3:2 | FC Botoșani |  |
| 14:30                              |               |     |             |  |

| Mecz towarzyski 1118 stycznia 2022 | Lechia Gdańsk | 0:2 (pd.) | Czornomoreć Odessa |  |
| 14:00                              |               |           |                    |  |

| Mecz towarzyski 1222 stycznia 2022 | Lechia Gdańsk | 2:1 (pd.) | Achmat Grozny |  |
| 14:00                              |               |           |               |  |

| Mecz towarzyski 1328 stycznia 2022 | Lechia Gdańsk | 1:1 (pd.) | KKS Kalisz |        |
| 12:00                              |               |           |            | Gdańsk |

| mecz towarzyski 1414 kwietnia 2022 | Lechia Gdańsk | 2:3 | FC Shakhtar Donetsk |                                         |
| 18:30                              |               |     |                     | Polsat Plus Arena Gdańsk Widzów: 12 620 |

## Rozgrywki

### Ekstraklasa

#### Tabela
| Lp. | Drużyna                          | M  | Z  | R  | P  | B+ | B– | +/– | Pkt | Kwalifikacja lub spadek                                |
| --- | -------------------------------- | -- | -- | -- | -- | -- | -- | --- | --- | ------------------------------------------------------ |
| 1   | Lech Poznań (M)                  | 34 | 22 | 8  | 4  | 67 | 24 | +43 | 74  | Liga Mistrzów UEFA • I runda kwalifikacyjna            |
| 2   | Raków Częstochowa (P)            | 34 | 20 | 9  | 5  | 60 | 30 | +30 | 69  | Liga Konferencji Europy UEFA • II runda kwalifikacyjna |
| 3   | Pogoń Szczecin                   | 34 | 18 | 11 | 5  | 63 | 31 | +32 | 65  | Liga Konferencji Europy UEFA • I runda kwalifikacyjna  |
| 4   | Lechia Gdańsk                    | 34 | 16 | 9  | 9  | 52 | 39 | +13 | 57  | Liga Konferencji Europy UEFA • I runda kwalifikacyjna  |
| 5   | Piast Gliwice                    | 34 | 15 | 9  | 10 | 45 | 37 | +8  | 54  |                                                        |
| 6   | Wisła Płock                      | 34 | 15 | 3  | 16 | 48 | 51 | −3  | 48  |                                                        |
| 7   | Radomiak Radom                   | 34 | 11 | 15 | 8  | 42 | 40 | +2  | 48  |                                                        |
| 8   | Górnik Zabrze                    | 34 | 13 | 8  | 13 | 55 | 55 | 0   | 47  |                                                        |
| 9   | Cracovia                         | 34 | 12 | 10 | 12 | 40 | 42 | −2  | 46  |                                                        |
| 10  | Legia Warszawa                   | 34 | 13 | 4  | 17 | 46 | 48 | −2  | 43  |                                                        |
| 11  | Warta Poznań                     | 34 | 11 | 9  | 14 | 35 | 38 | −3  | 42  |                                                        |
| 12  | Jagiellonia Białystok            | 34 | 9  | 13 | 12 | 39 | 50 | −11 | 40  |                                                        |
| 13  | Zagłębie Lubin                   | 34 | 11 | 5  | 18 | 43 | 59 | −16 | 38  |                                                        |
| 14  | Stal Mielec                      | 34 | 9  | 10 | 15 | 39 | 52 | −13 | 37  |                                                        |
| 15  | Śląsk Wrocław                    | 34 | 7  | 14 | 13 | 42 | 52 | −10 | 35  |                                                        |
| 16  | Bruk-Bet Termalica Nieciecza (S) | 34 | 7  | 11 | 16 | 36 | 56 | −20 | 32  | Spadek do I ligi                                       |
| 17  | Wisła Kraków (S)                 | 34 | 7  | 10 | 17 | 37 | 54 | −17 | 31  | Spadek do I ligi                                       |
| 18  | Górnik Łęczna (S)                | 34 | 6  | 10 | 18 | 29 | 60 | −31 | 28  | Spadek do I ligi                                       |

1. 1 2  Mecze bezpośrednie: Wisła Płock 4 pkt., Radomiak 1 pkt.

#### Miejsca po danych kolejkach
| Drużyna \ Kolejka | 1             | 2 | 3 | 4 | 5 | 6 | 7 | 8 | 9 | 10 | 11 | 12 | 13 | 14 | 15 | 16 | 17 | 18 | 19 | 20 | 21 | 22 | 23 | 24 | 25 | 26 | 27 | 28 | 29 | 30 | 31 | 32 | 33 | 34 |   |
| ----------------- | ------------- | - | - | - | - | - | - | - | - | -- | -- | -- | -- | -- | -- | -- | -- | -- | -- | -- | -- | -- | -- | -- | -- | -- | -- | -- | -- | -- | -- | -- | -- | -- | - |
| Drużyna \ Kolejka | Lechia Gdańsk | 7 | 7 | 7 | 2 | 3 | 6 | 5 | 4 | 3  | 2  | 2  | 3  | 2  | 2  | 2  | 3  | 3  | 3  | 5  | 4  | 5  | 4  | 5  | 4  | 5  | 4  | 4  | 4  | 4  | 4  | 4  | 4  | 4  | 4 |

Uwaga: Linia pionowa oznacza zimową przerwę w rozgrywkach.

#### Mecze
| 124 lipca 2021 | Jagiellonia Białystok     | 1:1   | Lechia Gdańsk |                                                                                |
| 17:30          | Imaz 55'                  | (0:0) | 52' Zwoliński | Stadion Miejski, Białystok Widzów: 8 193 Sędzia: Tomasz Kwiatkowski (Warszawa) |
| 17:30          | Černych 49' · Přikryl 87' | (0:0) | 87' Conrado   | Stadion Miejski, Białystok Widzów: 8 193 Sędzia: Tomasz Kwiatkowski (Warszawa) |

| 22 sierpnia 2021 | Lechia Gdańsk                         | 1:0   | Wisła Płock                                 |                                                                                   |
| 18:00            | Kocyła 63' (sam.)                     | (0:0) |                                             | Polsat Plus Arena Gdańsk, Gdańsk Widzów: 7 772 Sędzia: Bartosz Frankowski (Toruń) |
| 18:00            | Kuciak 44' · Maloča 44' · Kubicki 53' | (0:0) | 2' Rzeźniczak · 40' Michalski · 51' Lagator | Polsat Plus Arena Gdańsk, Gdańsk Widzów: 7 772 Sędzia: Bartosz Frankowski (Toruń) |

| 38 sierpnia 2021 | Śląsk Wrocław | 1:1   | Lechia Gdańsk                |                                                                             |
| 20:00            | Štiglec 33'   | (1:0) | 90+5' Makowski               | Stadion Wrocław, Wrocław Widzów: 9 075 Sędzia: Jarosław Przybył (Kluczbork) |
| 20:00            | Verdasca 7'   | (1:0) | 60' Conrado · 88' Sezonienko | Stadion Wrocław, Wrocław Widzów: 9 075 Sędzia: Jarosław Przybył (Kluczbork) |

| 414 sierpnia 2021 | Lechia Gdańsk                              | 3:0   | Cracovia              |                                                                                    |
| 17:30             | Gajos 42' · Żukowski 84' · Zwoliński 90+5' | (1:0) |                       | Polsat Plus Arena Gdańsk, Gdańsk Widzów: 9 315 Sędzia: Paweł Raczkowski (Warszawa) |
| 17:30             | Gajos 57' · Durmuş 75' · Tobers 86'        | (1:0) | 7' Zaucha · 77' Hanca | Polsat Plus Arena Gdańsk, Gdańsk Widzów: 9 315 Sędzia: Paweł Raczkowski (Warszawa) |

| 522 sierpnia 2021 | Lech Poznań                 | 2:0   | Lechia Gdańsk                          |                                                                           |
| 17:30             | Ishak 17' · Kwekweskiri 63' | (1:0) |                                        | Stadion Poznań, Poznań Widzów: 14 652 Sędzia: Krzysztof Jakubik (Siedlce) |
| 17:30             | Tiba 83'                    | (1:0) | 56' Żukowski · 61' Maloča · 63' Kuciak | Stadion Poznań, Poznań Widzów: 14 652 Sędzia: Krzysztof Jakubik (Siedlce) |

| 628 sierpnia 2021 | Lechia Gdańsk                            | 2:2   | Radomiak Radom                  |                                                                                      |
| 15:00             | Żukowski 12' · Gajos 19'                 | (2:0) | 59' Machado · 64' (k) Angielski | Polsat Plus Arena Gdańsk, Gdańsk Widzów: 8 456 Sędzia: Tomasz Kwiatkowski (Warszawa) |
| 15:00             | Maloča 45+1' · Kubicki 63' · Conrado 73' | (2:0) | 90+2' Karwot                    | Polsat Plus Arena Gdańsk, Gdańsk Widzów: 8 456 Sędzia: Tomasz Kwiatkowski (Warszawa) |

| 712 września 2021 | Wisła Kraków                                      | 2:2   | Lechia Gdańsk                                             |                                                                                                |
| 15:00             | Frydrych 71', 90+7'                               | (0:2) | 23' Kubicki · 45+1' Durmuş                                | Stadion Miejski im. Henryka Reymana, Kraków Widzów: 15 869 Sędzia: Paweł Raczkowski (Warszawa) |
| 15:00             | Kliment 12' · Brown Forbes 31' · Szota 90', 90+3' | (0:2) | 35' Kubicki · 49' Nalepa · 83' Zwoliński · 84' Sezonienko | Stadion Miejski im. Henryka Reymana, Kraków Widzów: 15 869 Sędzia: Paweł Raczkowski (Warszawa) |

| 818 września 2021 | Lechia Gdańsk | 1:0   | Piast Gliwice |                                                                               |
| 20:00             | Zwoliński 11' | (1:0) |               | Polsat Plus Arena Gdańsk, Gdańsk Widzów: 6 491 Sędzia: Tomasz Musiał (Kraków) |
| 20:00             | Żukowski 86'  | (1:0) |               | Polsat Plus Arena Gdańsk, Gdańsk Widzów: 6 491 Sędzia: Tomasz Musiał (Kraków) |

| 924 września 2021 | Górnik Łęczna                   | 0:4   | Lechia Gdańsk                                    |                                                                                   |
| 18:00             |                                 | (0:2) | 41' Zwoliński · 44', 71' Paixão · 56' Sezonienko | Stadion Górnika Łęczna, Łęczna Widzów: 2 499 Sędzia: Damian Sylwestrzak (Wrocław) |
| 18:00             | Wędrychowski 30' · Gol 33', 35' | (0:2) | 53' Nalepa · 57' Sezonienko                      | Stadion Górnika Łęczna, Łęczna Widzów: 2 499 Sędzia: Damian Sylwestrzak (Wrocław) |

| 103 października 2021 | Lechia Gdańsk                           | 3:1   | Legia Warszawa                                |                                                                                  |
| 17:30                 | Gajos 34' · Kubicki 53' · Zwoliński 67' | (1:0) | 88' (k) Pekhart                               | Polsat Plus Arena Gdańsk, Gdańsk Widzów: 23 574 Sędzia: Szymon Marciniak (Płock) |
| 17:30                 | Paixão 31' · Gajos 65' · Nalepa 88'     | (1:0) | 38' Nawrocki · 57' Luquinhas · 64' Mladenović | Polsat Plus Arena Gdańsk, Gdańsk Widzów: 23 574 Sędzia: Szymon Marciniak (Płock) |

| 1116 października 2021 | Bruk-Bet Termalica Nieciecza | 0:2   | Lechia Gdańsk            |                                                                                   |
| 15:00                  |                              | (0:0) | 55' Paixão · 56' Conrado | Stadion Nieciecza KS, Nieciecza Widzów: 3 012 Sędzia: Krzysztof Jakubik (Siedlce) |
| 15:00                  | 33' Kubicki                  | (0:0) |                          | Stadion Nieciecza KS, Nieciecza Widzów: 3 012 Sędzia: Krzysztof Jakubik (Siedlce) |

| 1223 października 2021 | Lechia Gdańsk                | 1:1   | Górnik Zabrze               |                                                                                       |
| 15:00                  | Zwoliński 10'                | (1:1) | 42' Nowak                   | Polsat Plus Arena Gdańsk, Gdańsk Widzów: 10 935 Sędzia: Tomasz Kwiatkowski (Warszawa) |
| 15:00                  | Sezonienko 22' · Diabaté 88' | (1:1) | 34' Wiśniewski · 69' Kubica | Polsat Plus Arena Gdańsk, Gdańsk Widzów: 10 935 Sędzia: Tomasz Kwiatkowski (Warszawa) |

| 1330 października 2021 | Warta Poznań                                                 | 0:2   | Lechia Gdańsk                       | |
| 17:30                  |                                                              | (0:0) | 90+5' Paixão · 90+7' (sam.) Grzesik | Stadion Dyskobolii Grodzisk Wielkopolski, Grodzisk Wielkopolski Widzów: 1 140 Sędzia: Paweł Malec (Łódź) |
| 17:30                  | Kiełb 38', 90+2' · Rodríguez 48' · Papeau 72' · Ivanov 90+3' | (0:0) | 21' Diabaté · 24' Kubicki           | Stadion Dyskobolii Grodzisk Wielkopolski, Grodzisk Wielkopolski Widzów: 1 140 Sędzia: Paweł Malec (Łódź) |

| 146 listopada 2021 | Lechia Gdańsk         | 2:1   | Zagłębie Lubin                             |                                                                                   |
| 17:30              | Terrazzino 84', 90+4' | (0:1) | 6' (k) Starzyński                          | Polsat Plus Arena Gdańsk, Gdańsk Widzów: 6 416 Sędzia: Bartosz Frankowski (Toruń) |
| 17:30              | Maloča 83'            | (0:1) | 40' Żubrowski · 74' Hładun · 83' Sławiński | Polsat Plus Arena Gdańsk, Gdańsk Widzów: 6 416 Sędzia: Bartosz Frankowski (Toruń) |

| 1520 listopada 2021 | Stal Mielec                               | 3:3   | Lechia Gdańsk                      | |
| 17:30               | Sitek 13' · Tomasiewicz 66' (k) · Mak 77' | (1:2) | 37' Durmuş · 45+1', 59' Terrazzino | Stadion Miejskiego Ośrodka Sportu i Rekreacji w Mielcu, Mielec Widzów: Tomasz Kwiatkowski (Warszawa) Sędzia: 4 224 |
| 17:30               | Żyro 36' · Kort 53' · Piasecki 90+3'      | (1:2) | 30' Kryeziu · 36' Makowski         | Stadion Miejskiego Ośrodka Sportu i Rekreacji w Mielcu, Mielec Widzów: Tomasz Kwiatkowski (Warszawa) Sędzia: 4 224 |

| 1627 listopada 2021 | Pogoń Szczecin                                                       | 5:1   | Lechia Gdańsk |                                                                                           |
| 17:30               | Dąbrowski 8' (k) · Zahovič 36', 51' · Kowalczyk 54' · Kucharczyk 69' | (2:1) | 27' Zwoliński | Stadion Miejski im. Floriana Krygiera, Szczecin Widzów: 7 248 Sędzia: Piotr Lasyk (Bytom) |
| 17:30               | Jean Carlos 30' · Grosicki 53' · Kowalczyk 58' · Malec 81'           | (2:1) |               | Stadion Miejski im. Floriana Krygiera, Szczecin Widzów: 7 248 Sędzia: Piotr Lasyk (Bytom) |

| 174 grudnia 2021 | Lechia Gdańsk                 | 3:1   | Raków Częstochowa |                                                                               |
| 20:00            | Durmuş 53', 75' · Paixão 86'  | (0:1) | 16' Lederman      | Polsat Plus Arena Gdańsk, Gdańsk Widzów: 6 393 Sędzia: Tomasz Musiał (Kraków) |
| 20:00            | Conrado 26' · Nalepa 44', 82' | (0:1) | 90+5' Papanikolau | Polsat Plus Arena Gdańsk, Gdańsk Widzów: 6 393 Sędzia: Tomasz Musiał (Kraków) |

| 1811 grudnia 2021 | Lechia Gdańsk                               | 1:2   | Jagiellonia Białystok       |                                                                                    |
| 20:00             | Paixão 45' (k)                              | (1:1) | 35' Romanczuk · 54' Bida    | Polsat Plus Arena Gdańsk, Gdańsk Widzów: 5 170 Sędzia: Paweł Raczkowski (Warszawa) |
| 20:00             | Pietrzak 48' · Kubicki 54' · Kałuziński 89' | (1:1) | 10' Romanczuk · 75' Přikryl | Polsat Plus Arena Gdańsk, Gdańsk Widzów: 5 170 Sędzia: Paweł Raczkowski (Warszawa) |

| 1917 grudnia 2021 | Wisła Płock                                                   | 1:0   | Lechia Gdańsk                            |                                                                                          |
| 20:30             | Rasak 3'                                                      | (1:0) |                                          | Stadion im. Kazimierza Górskiego, Płock Widzów: 2 354 Sędzia: Bartosz Frankowski (Toruń) |
| 20:30             | Michalski 52' · Krivotsyuk 70' · Tomasik 88' · Kamiński 90+2' | (1:0) | 38' Zwoliński · 54' Diabaté · 73' Maloča | Stadion im. Kazimierza Górskiego, Płock Widzów: 2 354 Sędzia: Bartosz Frankowski (Toruń) |

| 205 lutego 2022 | Lechia Gdańsk               | 2:0   | Śląsk Wrocław                |                                                                                   |
| 20:00           | Kałuziński 22' · Nalepa 57' | (1:0) |                              | Polsat Plus Arena Gdańsk, Gdańsk Widzów: 6 431 Sędzia: Bartosz Frankowski (Toruń) |
| 20:00           | Terrazzino 90'              | (1:0) | 45+3' Lewkot · 85' Mączyński | Polsat Plus Arena Gdańsk, Gdańsk Widzów: 6 431 Sędzia: Bartosz Frankowski (Toruń) |

| 2111 lutego 2022 | Cracovia                 | 2:0   | Lechia Gdańsk |                                                                                                 |
| 20:30            | Rakoczy 68' · Râpă 90'   | (0:0) |               | Stadion Cracovii im. Józefa Piłsudskiego, Kraków Widzów: 5 568 Sędzia: Szymon Marciniak (Płock) |
| 20:30            | 48' Nalepa · 66' Clemens | (0:0) |               | Stadion Cracovii im. Józefa Piłsudskiego, Kraków Widzów: 5 568 Sędzia: Szymon Marciniak (Płock) |

| 2220 lutego 2022 | Lechia Gdańsk           | 1:0   | Lech Poznań |                                                                                     |
| 17:30            | Koperski 86'            | (0:0) |             | Polsat Plus Arena Gdańsk, Gdańsk Widzów: 11 002 Sędzia: Paweł Raczkowski (Warszawa) |
| 17:30            | Gajos 40' · Kubicki 46' | (0:0) |             | Polsat Plus Arena Gdańsk, Gdańsk Widzów: 11 002 Sędzia: Paweł Raczkowski (Warszawa) |

| 2327 lutego 2022 | Radomiak Radom             | 2:0   | Lechia Gdańsk | |
| 15:00            | Angielski 33' (k), 69' (k) | (1:0) |               | Stadion Lekkoatletyczno-Piłkarski im. Marszałka Józefa Piłsudskiego, Radom Widzów: 4 197 Sędzia: Sebastian Jarzębak (Bytom) |
| 15:00            | Cichocki 34'               | (1:0) |               | Stadion Lekkoatletyczno-Piłkarski im. Marszałka Józefa Piłsudskiego, Radom Widzów: 4 197 Sędzia: Sebastian Jarzębak (Bytom) |

| 245 marca 2022 | Lechia Gdańsk                         | 1:1   | Wisła Kraków  |                                                                                    |
| 20:00          | Zwoliński 36'                         | (1:0) | 89' Fernández | Polsat Plus Arena Gdańsk, Gdańsk Widzów: 6 198 Sędzia: Paweł Raczkowski (Warszawa) |
| 20:00          | Maloča 27' · Kubicki 82' · Ceesay 88' | (1:0) | 50' Colley    | Polsat Plus Arena Gdańsk, Gdańsk Widzów: 6 198 Sędzia: Paweł Raczkowski (Warszawa) |

| 2512 marca 2022 | Piast Gliwice | 1:0   | Lechia Gdańsk                                  |                                                                                               |
| 17:30           | Mosór 68'     | (0:0) |                                                | Stadion Miejski im. Piotra Wieczorka, Gliwice Widzów: 3 017 Sędzia: Sebastian Krasny (Kraków) |
| 17:30           | Pyrka 61'     | (0:0) | 38' Conrado · 70' Zwoliński · 90+3' Terrazzino | Stadion Miejski im. Piotra Wieczorka, Gliwice Widzów: 3 017 Sędzia: Sebastian Krasny (Kraków) |

| 2619 marca 2022 | Lechia Gdańsk                 | 2:0   | Górnik Łęczna  |                                                                                    |
| 17:30           | Clemens 45+1' · Zwoliński 77' | (1:0) |                | Polsat Plus Arena Gdańsk, Gdańsk Widzów: 4 817 Sędzia: Krzysztof Jakubik (Siedlce) |
| 17:30           | Clemens 37' · Kubicki 40'     | (1:0) | 83' Szcześniak | Polsat Plus Arena Gdańsk, Gdańsk Widzów: 4 817 Sędzia: Krzysztof Jakubik (Siedlce) |

| 272 kwietnia 2022 | Legia Warszawa                                | 2:1   | Lechia Gdańsk               | |
| 20:00             | Wszołek 29' · Pekhart 65'                     | (1:0) | 83' Zwoliński               | Stadion Miejski Legii Warszawa im. Marszałka Józefa Piłsudskiego, Warszawa Widzów: 18 652 Sędzia: Damian Sylwestrzak (Wrocław) |
| 20:00             | Jędrzejczyk 45+2' · Johansson 51' · Josué 52' | (1:0) | 52' Kuciak · 66' Terrazzino | Stadion Miejski Legii Warszawa im. Marszałka Józefa Piłsudskiego, Warszawa Widzów: 18 652 Sędzia: Damian Sylwestrzak (Wrocław) |

| 289 kwietnia 2022 | Lechia Gdańsk                             | 2:0   | Bruk-Bet Termalica Nieciecza |                                                                                   |
| 20:00             | Zwoliński 11' · Paixão 90+4'              | (1:0) |                              | Polsat Plus Arena Gdańsk, Gdańsk Widzów: 4 677 Sędzia: Bartosz Frankowski (Toruń) |
| 20:00             | 30' Wlazło · 35' Putiwcew · 55' Radwański | (1:0) |                              | Polsat Plus Arena Gdańsk, Gdańsk Widzów: 4 677 Sędzia: Bartosz Frankowski (Toruń) |

| 2918 kwietnia 2022 | Górnik Zabrze | 1:3   | Lechia Gdańsk                   |                                                                                      |
| 17:30              | Nowak 58'     | (0:1) | 11', 86' Durmuş · 83' (k) Gajos | Stadion im. Ernesta Pohla, Zabrze Widzów: 8 432 Sędzia: Jarosław Przybył (Kluczbork) |
| 17:30              | Jules 65'     | (0:1) | 61' Zwoliński                   | Stadion im. Ernesta Pohla, Zabrze Widzów: 8 432 Sędzia: Jarosław Przybył (Kluczbork) |

| 3023 kwietnia 2022 | Lechia Gdańsk             | 2:0   | Warta Poznań                                                  |                                                                                   |
| 20:00              | Paixão 5', 17' (k)        | (2:0) |                                                               | Polsat Plus Arena Gdańsk, Gdańsk Widzów: 6 455 Sędzia: Bartosz Frankowski (Toruń) |
| 20:00              | Stec 55' · Sezonienko 64' | (2:0) | 45+1' Papeau · 60' Kupczak · 85' Szelągowski · 87' Jakóbowski | Polsat Plus Arena Gdańsk, Gdańsk Widzów: 6 455 Sędzia: Bartosz Frankowski (Toruń) |

| 3130 kwietnia 2022 | Zagłębie Lubin             | 2:2   | Lechia Gdańsk                    |                                                                                 |
| 17:30              | Szysz 68' · Starzyński 82' | (0:2) | 7' (sam.) Ławniczak · 33' Paixão | Stadion Zagłębia Lubin, Lubin Widzów: 3240 Sędzia: Jarosław Przybył (Kluczbork) |
| 17:30              | Żubrowski 55'              | (0:2) | 53' Ceesay · 62' Kubicki         | Stadion Zagłębia Lubin, Lubin Widzów: 3240 Sędzia: Jarosław Przybył (Kluczbork) |

| 328 maja 2022 | Lechia Gdańsk                                                  | 3:2   | Stal Mielec                                                      |                                                                            |
| 12:30         | Zwoliński 11', 31', 90+3'                                      | (2:0) | 49' Żyro · 80' Zawada                                            | Polsat Plus Arena Gdańsk, Gdańsk Widzów: 11 303 Sędzia: Paweł Malec (Łódź) |
| 12:30         | Maloča 45+6' · Zwoliński 48' · Terrazzino 52' · Kałuziński 74' | (2:0) | 45+6' Getinger · 90+4', 90+12' Kasperkiewicz · 90+9' Tomasiewicz | Polsat Plus Arena Gdańsk, Gdańsk Widzów: 11 303 Sędzia: Paweł Malec (Łódź) |

| 3314 maja 2022 | Lechia Gdańsk             | 0:0   | Pogoń Szczecin                                |                                                                                      |
| 20:00          |                           | (0:0) |                                               | Polsat Plus Arena Gdańsk, Gdańsk Widzów: 13 870 Sędzia: Damian Sylwestrzak (Wrocław) |
| 20:00          | Paixão 72' · Durmuş 90+7' | (0:0) | 20' Malec · 28' Kowalczyk · 74', 75' Bursztyn | Polsat Plus Arena Gdańsk, Gdańsk Widzów: 13 870 Sędzia: Damian Sylwestrzak (Wrocław) |

| 3421 maja 2022 | Raków Częstochowa               | 3:0   | Lechia Gdańsk                                           | |
| 17:30          | López 10', 12' · Gutkovskis 67' | (2:0) |                                                         | Miejski Stadion Piłkarski Raków w Częstochowie, Częstochowa Widzów: 5500 Sędzia: Damian Sylwestrzak (Wrocław) |
| 17:30          | Tudor 38'                       | (2:0) | 36' Conrado · 61' Biegański · 84' Koperski · 89' Maloča | Miejski Stadion Piłkarski Raków w Częstochowie, Częstochowa Widzów: 5500 Sędzia: Damian Sylwestrzak (Wrocław) |

### Puchar Polski

#### 1/32 finału
| Drużyna 1             | Wynik            | Drużyna 2        |
| 21 września 2021      | 21 września 2021 | 21 września 2021 |
| --------------------- | ---------------- | ---------------- |
| Jagiellonia Białystok | 1:3              | Lechia Gdańsk    |

#### 1/16 finału
| Drużyna 1                 | Wynik                | Drużyna 2            |
| 26 października 2021      | 26 października 2021 | 26 października 2021 |
| ------------------------- | -------------------- | -------------------- |
| Świt Nowy Dwór Mazowiecki | 2:1                  | Lechia Gdańsk        |